# Hardter Waldstraße 16a (Mönchengladbach)

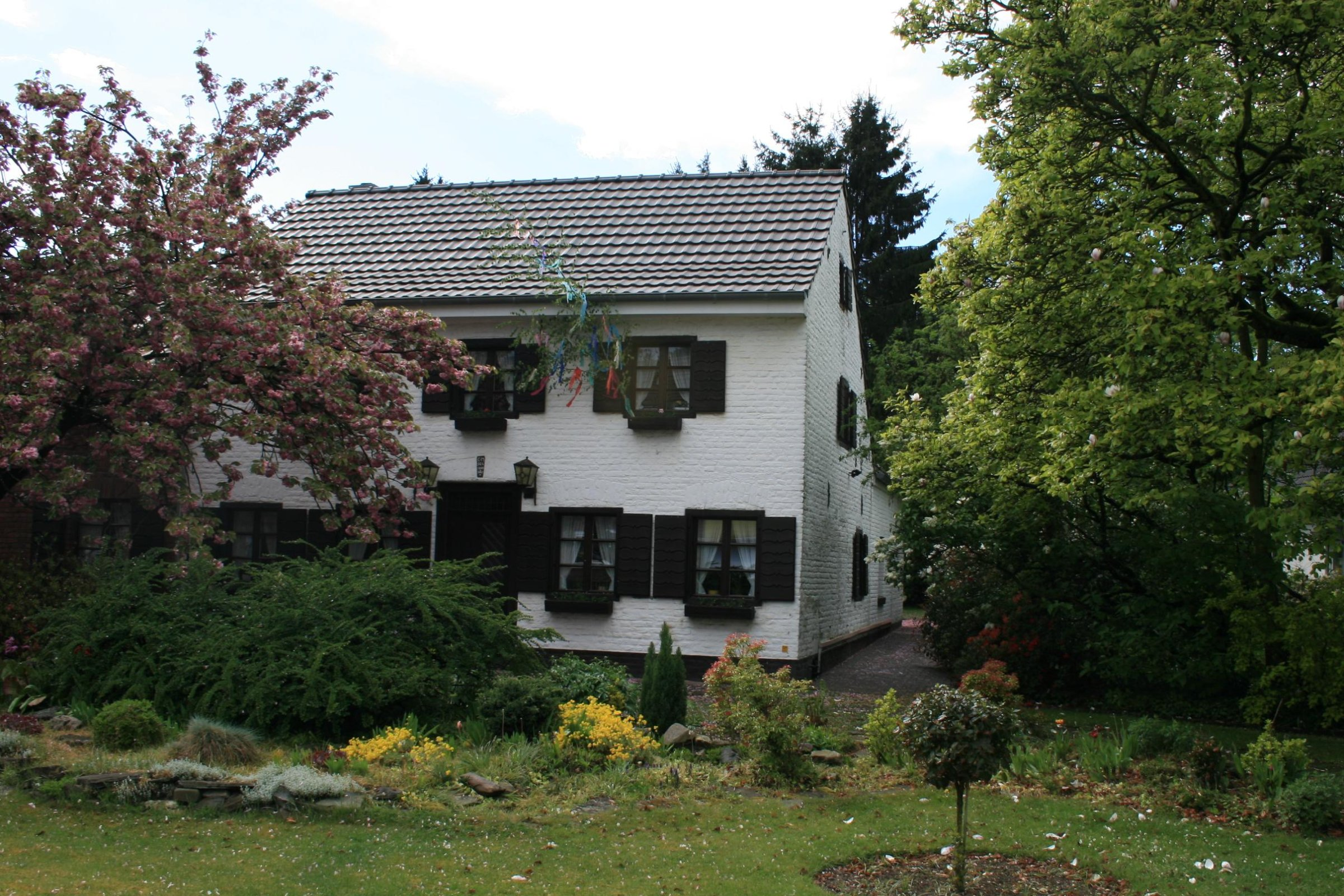
Wohnhaus (2011)

Das Wohnhaus Hardter Waldstraße 16a steht im Stadtteil Hardt in Mönchengladbach (Nordrhein-Westfalen).
Das Gebäude wurde 1843 erbaut. Es wurde unter Nr. H 021  am 4. Dezember 1984 in die Denkmalliste der Stadt Mönchengladbach eingetragen.

## Architektur
Das von der Straße zurückliegende Gebäude ist das Wohnhaus einer ehemaligen Hofanlage an der Hardter Waldstraße unweit des Ortskernes von Hardt.
Es handelt sich um ein zweigeschossiges, unterkellertes und mit einem Satteldach gedecktes Traufenhaus aus Backstein. Die Haustüre in der Mittelachse ist durch einen Schlussstein mit Namensinitialen, Jahreszahl und Christusmonogramm ausgezeichnet. Das mit 1843 datierte Haus ist im Zusammenhang der bestehenden Baugruppe.